# Riihimäen Cocks
Maillots
La Riihimäen Cocks est un club de handball situé à Riihimäki en Finlande et évoluant en Championnat de Finlande.

## Palmarès
Compétitions transnationales
- Vainqueur de la Ligue balte de handball (4) : 2016, 2017, 2018, 2019

Compétitions nationales
- Vainqueur du Championnat de Finlande (12) : 2007, 2008, 2009, 2010, 2013, 2014, 2015, 2016, 2017, 2018, 2019, 2021
  - Vice-champion en 1977, 1978, 2005, 2011...
- Vainqueur de la Coupe de Finlande (10) : 2007, 2008, 2010, 2011, 2013, 2015, 2016, 2017, 2018, 2019